# 帕米爾公園
25°07′19″N 121°35′34″E / 25.121951°N 121.592903°E

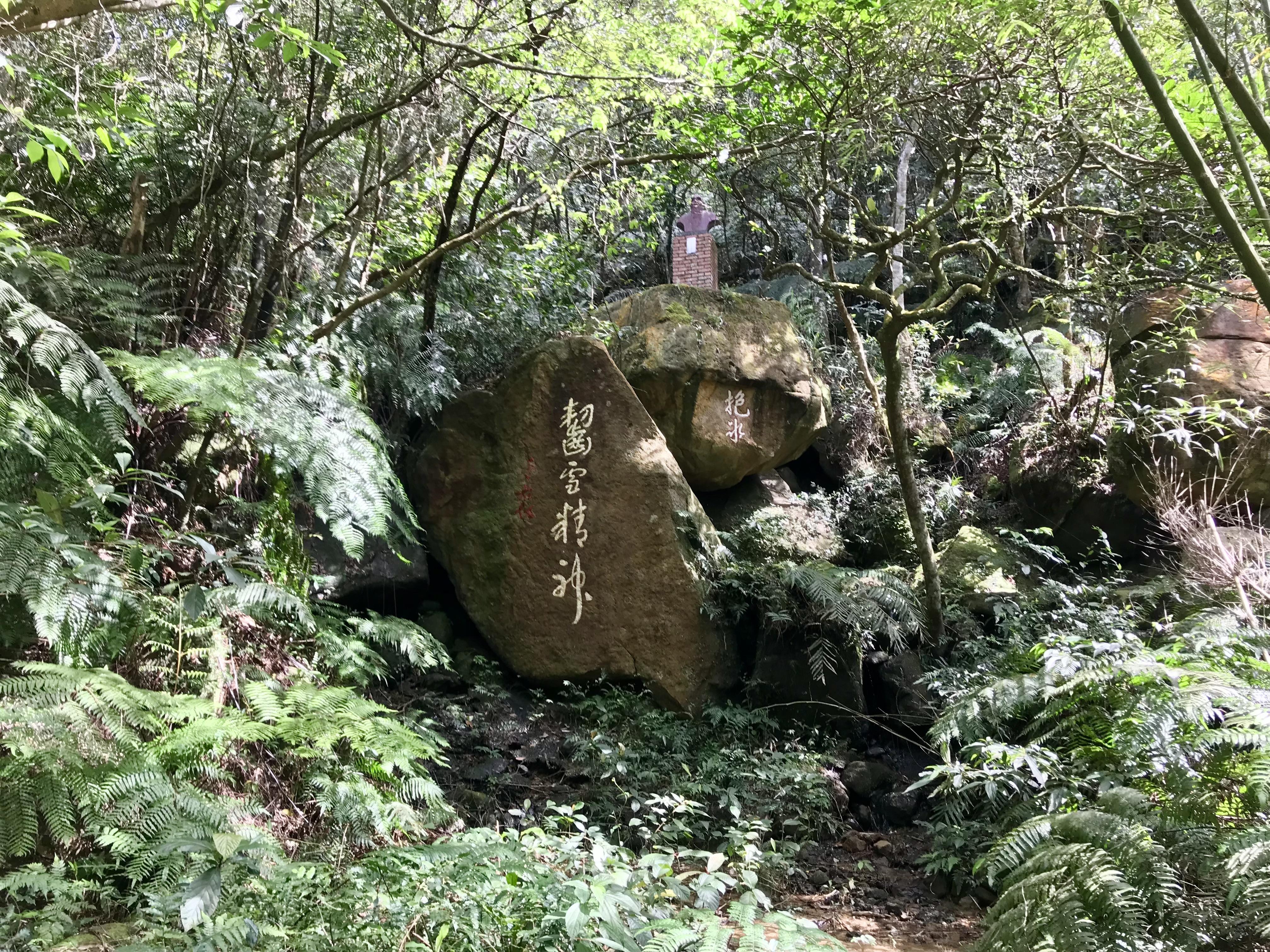
帕米爾公園入口

帕米爾公園，位於臺灣臺北市士林區溪山里、陽明山國家公園內雙溪流域，1985年完工，係1949年為逃離中國大陸而越過帕米爾高原的難民所建與聚會地。

## 景象
從士林區至善路開車到楓林橋右轉上山，約20分鐘可見帕米爾公園。此地巨石堆疊，面積約5公頃，屬溪山里。園區入口巨石刻著的「抱冰」二字、豎有擔任帕米爾齧雪同志會長達卅七年的理事長韓克溫塑像。
進入後，區內沿山勢引水設池。另有許多碑文有「中國殤」、「風雪江山」等字眼，是帕米爾齧雪同志會所留下。會員將于右任老鼓勵他們的書法作成十七處石刻、五處碑文。雖因陋就簡，但有亭榭、梅樹、竹林、花圃、荷花池及摩崖石刻，粗具園林規模。區內的小屋原展覽帕米爾齧雪同志會的文物，但因多年來對外開放，文物已遭竊。
裡還有座冠上「聖人」之名的廟，據說是一位清代慷慨濟貧的人，或一位抗日份子。

## 由來

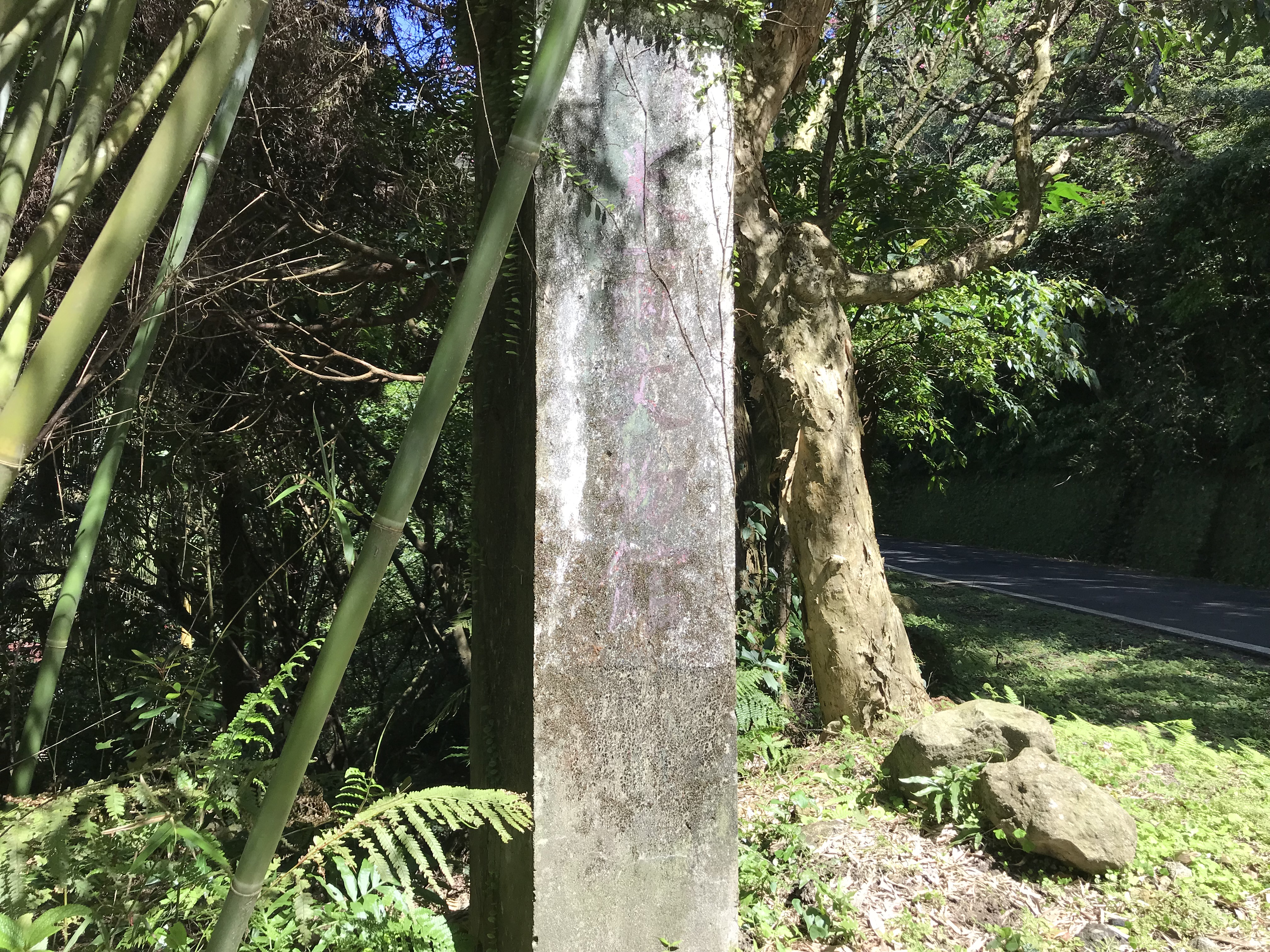
帕米爾公園引路柱

1949年2月，原任職於中國大學中文系的張立齋帶母親與妻兒往西北投奔。不願意中國共產黨統治的人們先在蘭州集合，與蘭州任運輸排長的李健春等轉往新疆哈密，然後在哈密專員堯樂博士協助下，會合迪化、伊寧的難民，循著古絲道至疏附，以越過帕米爾高原到巴基斯坦。在新疆蒲犁邊界哨所的軍人張軫，也加入了逃亡的行列。李健春回憶眾人在絕地攀冰踏雪而行，老弱婦孺在路旁、崖下凍死或餓死。如張立齋七旬的母親，就在越過帕米爾高原時死在高山上。經四十五天的翻山越嶺，難民再從巴基斯坦轉往印度加爾各答。在時為駐印度大使羅家倫與監察院長于右任奔走下，於1950年到1956年陸續到臺灣。
為紀念逃亡過程，倖存者在1950年4月16日成立帕米爾齧雪同志會。李健春之子李明說明「齧雪」，是形容在帕米爾高原時連水壺都會凍成冰塊、啃著雪。
逃亡者之一的張軫到臺灣後，至內雙溪的萬溪產業道路旁開發土地，蓋了一座小屋。至於張立齋則到華岡學園教書，除撰寫《文心雕龍注訂》、《文心雕龍考異》外，計畫將逃亡的回憶寫成《西行瘁語》一書，但就在1977年9月7日赴美國探親時車禍身亡，《西行瘁語》稿件下落不明。
1977年，為帕米爾齧雪同志會聚會，李健春計畫把張軫的小屋原址整修後設置成文物館，並兼作李健春自己的房舍，便帶領他三位子女一起挑磚、擔水、舖路、設路燈。李健春以七年時間，將這塊地整頓成一座公園，1985年完工。鄰居阮文賢表示，李健春自費拿退休金闢建公園，一階一花一木，可說都是李健春由無到有闢建。1985年當年，就是記者會介紹的假日旅遊景點。

## 維持
帕米爾齧雪同志會發起人約六十人，會員曾達二百多。過去會員常到此聚會。但隨著歲月凋零飄散，第二代向心力不足，因此該會幾乎不再有任何正式活動。一次，李健春在附近遭臺灣獼猴攻擊，送醫急救。1997年，他爭取臺北于右任銅像設立在公園時，就感歎自己已七十五歲，同志會後繼無人。他也因喪偶而不再積極管理，後在湖南鄉親介紹下續絃，暮年長居中國大陸。
在內政部長黃主文清查國有土地財產時，將這塊公園認定是屬於國有土地，歸陽明山國家公園所有。陽明山國家公園管理處將帕米爾公園和下方的天溪園，一併規畫為生態教育園區。經管理處2007年整理後，成為遊客可以輕鬆散步的場地。2022年4月27日，內政部長徐國勇接受代表臺灣書法界的張炳煌陳情，使管理處在5月12日把帕米爾公園整頓。